# Sebastian Hähner
Sebastian Hähner (* 24. August 1987) ist ein deutscher Volleyballspieler.

## Karriere
Hähner begann seine Karriere beim SC Leipzig und spielte später beim Bundesligisten VV Leipzig. 2006 wechselte der Außenangreifer zum VC Bad Dürrenberg/Spergau (heute Chemie Volley Mitteldeutschland). 2011 wurde er vom Ligakonkurrenten VC Gotha verpflichtet. Nach der Gothaer Insolvenz spielte Hähner 2012/13 wieder bei CV Mitteldeutschland. Danach wechselte er zum Zweitligisten L.E. Volleys.